# Villamaría
Villamaría là một khu tự quản thuộc tỉnh Caldas, Colombia. Thủ phủ của khu tự quản Villamaría đóng tại Villamaría Khu tự quản Villamaría có diện tích 480 ki lô mét vuông. Đến thời điểm ngày 28 tháng 5 năm 2005, khu tự quản Villamaría có dân số 33848 người.